# Гаусманит
Гаусманит Mn2+Mn23+O4 — минерал класса окислов и гидроокислов. Назван в честь немецкого минералога Фридриха Гаусмана (1782 —1859). Устаревшие название — бурый камень (Валериус, 1747).

## Свойства минерала

### Структура и морфология кристаллов
Тетрагональная сингония — {\displaystyle I4/amd}; a0 = 0,576 нм; c0 = 0,944 нм; a0 : c0 = 1 : 1,639; Z = 4. Вхождение железа в структуру гаусманита вызывает увеличение {\displaystyle a_{0}} и уменьшение {\displaystyle c_{0}}. Структура является несколько искаженной структурой шпинели. Все атомы кислорода в структуре гаусманита эквивалентны. Изоструктурен с гетеролитом. Дитетрагонально-дипирамидальный класс — {\displaystyle 4/mmm(L_{4}4L_{2}5PC)}. 
Кристаллы часто дипирамидальные (октаэдровидные) нередко образуют друзы. Грани тусклые, часто покрыты горизонтальными штрихами. Двойники, иногда пластинчатые, также сростки из пяти кристаллов, из которых четыре располагаются симметрично на четырех нижних ребрах центрального неделимого.

### Физические свойства и физико-химические константы
Спайность совершенная. Излом неровный. Хрупок. Микротвердость 541—733 кГ/мм2 при нагрузке 50 г, по Янгу и Милмэну; 541—613 кГ/мм2 при нагрузке 100 г, по Бови и Тэйлору. Твердость 5—5,5. Удельный вес 4,7—4,9. Цвет коричневато-черный до черного. Черта коричневая или красновато-бурая. Блеск у незатронутых окислением кристаллов сильный полуметаллический. Просвечивает в очень тонких осколках. Точка Кюри 41,9 К°. Обладает магнитной анизотропией. Теплота образования 331,4 ккал/моль; изобарные потенциалы образования при 300 К° (—) 306 ккал/моль; при 500 К° (—) 289,1, при 900 К° (—) 255,3; свободная энергия образования (—) 306,2 ккал/моль.

### Микроскопическая характеристика
В проходящем свете серовато-белый. Отражательная способность по Рамдору (в %): для зеленого света 20, оранжевого — 16,6, красного 13. Двуотражение в воздухе слабое, от серого до серовато-белого. Резко выражена анизотропия с цветными эффектами в желтоватых, желтовато-коричневых, светло-серых или голубовато-серых тонах. Характерны ярко кроваво-красные внутренние рефлексы, особенно в иммерсии. Полируется хорошо в разрезках, перпендикулярных к направлению удлинения двойниковых пластинок, и хуже в разрезах, параллельных ему. Структура агрегатов преимущественно гипидиоморфнозернистая или аллотриоморфнозернистая; изредка наблюдается зерна с кристаллографическими очертаниями. Чрезвычайно характерно полисинтетическое двойниковые строение (в полированных шлифах, при скрещенных николях).

### Химический состав
Теоретический состав: MnO — 31%; Mn2O3 — 69%. Содержит FeO, ZnO, BaO, MgO, CaO; Mn3+, возможно заменяется железом, Mn2+ — цинком.

## Нахождение
Наиболее широко гаусманит распространен в метаморфизованных марганцовых осадочных месторождениях. Встречаются в некоторых контактово-метаморфических, контактово-метасоматических и гидротермальных месторождениях. Подобно магнетиту, возникает в более восстановительной среде по сравнению с браунитом и гематитом. При региональном метаморфизме образуется из водных окислов марганца, а также за счет пиролюзита и браунита. Нередко тесно ассоциируется с браунитом, иногда якобситом, магнетитом и другими минералами. В контактово-метаморфических и контактово-метасоматических месторождениях находится вместе с тефроитом, манганозитом, родохрозитом, марганцовыми гранатами, родонитом. В гидротермальных жилах гаусманит находится в ассоциации с браунитом, родохрозитом, манганитом, пиролюзитом. Жильные минералы представлены баритом, кварцем, кальцитом.

### Характерные выделения
Зернистые массы, реже мелкие кристаллы.

## Месторождения
Гаусманит известен в рудах метаморфизованных осадочный месторождений Атасуйской группы в Казахстане, в рудах Южно-Хинганского месторождения (Еврейская автономная область). В метаморфизованных осадочных месторождениях Индии — Палхгар и Бхандра (Махараштра), Срикакулам и Вишакхапатнам (Андхра Прадеш) он ассоциируется с биксбиитом, якобситом, браунитом, манганитом, пиролюзитом, псиломеланом. В сходной ассоциации встречается в Бускеруде (Норвегия). В Чиатурском месторождении (Лихский хребет, Грузия). В контактовом месторождении Франклин (штат Нью-Джерси, США) для гаусманита характерна ассоциация с марганцовыми, цинко-марганцовыми и цинковыми минералами, с амфиболами, пироксеном и гранатом. В большом количестве в виде хорошо образованных кристаллов гаусманнит был встречен в контактово-пневматолитовых месторождении Лонгбан в Швеции; в Якобсберге (Вермланд, Швеция) он наблюдался в кристаллических известняках с гранатом, магнетитом, манганофоллитом и якобситом. В железо-марганцевых рудах гидротермального месторождения Найтзатас (Улытауский район, Казахстан) является главным первичным минералом марганца. Отмечен в гидротермальных жилах Мадагаскара, также встречен в жилах месторождения Эреншток в Тюрингии (Германия), в Постмасбурге (Северо-Капская провинция, Южно-Африканская Республика) в ассоциации с якобситом, в рудниках префектуры Иватэ (Япония). В США на руднике Кресцент (п-ов Олимпик, штат Вашингтон) гаусманит вместе с бементитом отлагался путем замещения известняка; в районе Бейтсвил (штат Арканзас) ассоциируется с пиролюзитом и псиломеланом, в месторождениях района Бромайд (штат Оклахома) — с карбонатами; в месторождении Спилер (штат Техас) гаусманит образует прожилки в браунитовой руде.

## Метаморфизм
При прогрессирующем метаморфизме переходит в биксобиит, который в дальнейшем превращается браунит. В зоне окисления замещается псиломеланом и пиролюзитом.

## Искусственное получение
Может быть получен при помощи многочисленных методов, главным образом при помощи многочисленных солей марганца на воздухе и последующем окислении или попеременным разложением и восстановлением Mn2O3 или MnO2 до Mn3O4. В виде кристаллов — при нагревании MnO или осажденного Mn3O4 на воздухе с минерализаторами, а также при сильном нагревании высших окислов марганца. Образуется в огнеупорной кладке доменных печей. Изучен в системе Fe3O4 — Mn3O4, Mn — Si — O, Mn — O — H2O.

## Практическое значение
Богатые гаусманитовые руды используются в черной металлургии для выплавки ферромарганца и для подшихтовки при выплавке чугунов.

## Отличия
От очень сходных по внешнему виду браунита, магнетита и манганита гаусманит отличается по оптическим свойствам: сильными эффектами анизотропии и кроваво-красными внутренними рефлексами, а также характерным тонкопластинчатым двойниковым строением; от манганита отличается также по окрашиванию горячего водного раствора H2SO4. В отличие от гематита, сходного по оптическим свойствам, имеет меньшую отражательную способность. Может быть принят за марокит, отличие от которого плеохроирует. одноосен, поперечные сечения кристаллов гаусманита квадратны.